# When You Gonna Learn
「When You Gonna Learn」は、ジャミロクワイのデビュー曲。初版は1992年に発売され、環境破壊や動物保護や人種迫害に関する強いメッセージを含む歌詞と、当時はまだ珍しかったアシッドジャズの曲調が話題になった。

## 発売までの経緯
- 1980年代後半、ジャミロクワイのリーダーであるジェイ・ケイが原曲を作詞作曲。
- 1992年春、トビー・スミスがジャミロクワイに加入し、ケイと共に編曲。
- 1992年7月1日、ロンドンのジャズ・カフェで曲を披露する。
- 1992年8月13日、デモ版のレコードが作成されてラジオ局などに配られる。
- 1992年10月19日、6分20秒の曲として一般発売開始(原盤権：アシッド・ジャズ・レコーズ)。
- 1992年10月31日、イギリスのシングルチャートにて初登場52位[1]。
- 1993年2月20日、2月中旬に「新人歌手ケイがソニーと大型契約した」と大々的に報道された事により、チャートに62位で返り咲き[2]。
- 1993年6月14日、3分47秒に再編曲し、アルバム「Emergency on Planet Earth」に入れて発売(原盤権：ソニー・ソーホー)。
- 1993年6月26日、アルバムチャートにて初登場1位[3]。
- 1993年9月13日、アルバム版バージョンがシングルカットされて発売。
- 1993年9月25日、シングルチャートに28位で再々登場[4]。

## 概要
- ケイは1980年代後半はイーリング・ブロードウェイ駅の付近に住んでおり[5]、当時のイーリングは多数のライブハウスがある音楽の街として知られていたため、駅の西側にあるヘブン・グリーン公園には毎日複数のアマチュアバンドが集まり、楽器や歌を練習する場所となっていたためケイもよくここに足を運んでいた。この楽曲は公園の前の通りのGordon Roadで作詞作曲した[6]。

- 象牙を得るためにヘリコプターから象を撃って銃殺したり、先住民の土地を奪って利益を搾取するなど、テレビのドキュメンタリー番組やニュースで社会問題を知った事により、動物虐待や環境破壊や人種迫害に対して強い思いを持ち、歌詞を書く動機になった[7][6]。

- 本楽曲の背景を語るとき、例として先住民を迫害した北米を批判する発言をしていたため[8]ジャミロクワイはアメリカとカナダであまり売れないと分析された。このような批判が北米の白人社会に受け入れられず、また、白人であるケイがブラックミュージックを歌っているこも北米の黒人社会に受け入れられず、総合的に北米の売上が悪いと言われた。

- 1992年当時に流行っていた音楽はディスコソングや、アイドル歌手が歌うポップミュージックだったため、本楽曲のようなアシッドジャズを歌って独自のダンスをしても流行らない可能性もあり、リスクではあった。しかしケイはアシッドジャズが好きなので、好きな事は好きだしただ自分の直感に従ったと語った[8]。

- ラジオで曲をかけてもらうためにケイはマネージャーと一緒にデモテープやレコードを持参しながらよくラジオ局を回った。歌を褒められることが多かったが、大抵はボーカルは女性だと思われたため「僕の曲です」と言っても「誰が歌ってるの？君はバンドリーダーでしょ？ボーカルは誰？」と聞き返され「僕が歌ってます」と言うと驚かれたそう[6]。

- 発売当時この歌はラジオで評判になっていったのだが、なぜそんなに評判になったかについて、当時のDJは歌詞と熱意が良かったと分析している。ケイが心底思っている事を本気で世界に発信しようとしてるのだとリスナーに伝わったそう[6]。

- この曲がきっかけとなり、ソニーとEMIとアシッドジャズの3社によるジェイ・ケイ争奪戦が繰り広げられた。最高額の移籍歓迎金と移籍契約内容を提示したのはソニーであったためケイはソニーを選び、ソニーに移籍する事になった(ジャミロクワイの「1992年(アシッドジャズ時代)」参照)[9][10]。

- スミスも環境問題に関心はあったもののケイほど強い信念はなかった。しかしながら音楽として、この曲でケイがやろうとしていることの方向性はスミスの方向性と一致していたためケイと一緒に音楽をやっていこうと決めた曲でもある[11]。
- デンマークのフェロー諸島の伝統文化として大量の鯨が虐殺された事を受け、1993年9月にロンドン市内でデンマークの捕鯨に反対する大規模な抗議デモが起こった。参加者の多くは10代20代の若者で、この時ジャミロクワイはデモ会場で抗議スピーチをし、本楽曲を演奏した[12]。

- 1993年にこの曲が日本で発売された時は「いつになったら気づくんだい？」と言う日本語の題名が付けられたが[13]、2000年代頃から日本でも原題のまま「When you gonna learn」として発売されている[14]。

- 1993年にイギリスでシングルCDとして発売された時だけ題名にクエスチョンマーク付きで「When you gonna learn?」として発売された。また、2分57秒から9分50秒まで様々なアレンジの編曲バージョンが存在する(後述「トラッキングリスト」参照)。

- 1992年春にケイとスミスが初めて一緒に本楽曲を編曲した場所はケイの母親のカレン・ケイ宅だったそう[11]。

## ミュージックビデオ
- 動物虐待と環境破壊と人種迫害に関して多くの人に危機感を持ってもらうためにミュージックビデオには衝撃的な映像を加えてインパクトを与えたいと思ったため、ケイはグリーンピース (NGO)と連絡をとって映像を借り「正くない」とケイが感じた衝撃的な映像をミュージックビデオに加えた。映像にはナチス軍のカットもあったためMTVでは放映禁止になった[15][9]。

## 売上ランキング
| チャート名 (1992年〜1993年)  | 最高順位 |
| ---------------------------- | -------- |
| Europe Dance (Music & Media) | 23       |
| UK Singles (Official Charts) | 28       |
| UK Dance (Music Week)        | 1        |

## トラックリスト
| - アシッド・ジャズ・レコーズ CDシングル 1. "When You Gonna Learn?" (Digeridoo) – 3:47 2. "When You Gonna Learn?" (Digeridon't) – 3:55 3. "When You Gonna Learn?" (J.K. Mix) – 6:20 4. "When You Gonna Learn?" (Canté Hondo Mix) – 5:47 5. "When You Gonna Learn?" (Original Demo) – 4:50 6. "When You Gonna Learn?" (Canté Hondo Instrumental) – 5:47 - アシッド・ジャズ・レコーズ 12インチレコード盤 1. "When You Gonna Learn" (JK Extended Mix) – 6:20 2. "When You Gonna Learn" (JK Instrumental) – 6:20 3. "When You Gonna Learn" (Canté Hondo Mix) – 5:47 4. "When You Gonna Learn" (Original Demo) – 4:50 5. "When You Gonna Learn" (Digeridoo Instrumental) – 6:28 - アシッド・ジャズ・レコーズ 7インチレコード盤 1. "When You Gonna Learn" (Digeridoo) – 3:47 2. "When You Gonna Learn" (Digeridon't) – 3:55 - ソニー・レコーズ CDシングル 1. "When You Gonna Learn" (Digeridoo) – 3:47 2. "Didgin' Out" (Live at the Milky Way, Amsterdam) – 3:27 3. "Too Young to Die" (Live at Leadmill, Sheffield) – 5:25 4. "When You Gonna Learn" (Canté Hondo Mix) – 5:47 - ソニー・レコーズ カセットテープ 1. "When You Gonna Learn" (Digeridoo) – 3:47 2. "Didgin' Out" (Live at the Milky Way, Amsterdam) – 3:27 | - ソニー・レコーズ 12インチレコード盤 1. "When You Gonna Learn" (JK Extended Mix) – 6:20 2. "When You Gonna Learn" (JK Instrumental) – 6:20 3. "When You Gonna Learn" (Live at Leadmill, Sheffield) – 9:50 4. "When You Gonna Learn" (Canté Hondo Mix) – 5:47 5. "When You Gonna Learn" (Original Demo) – 4:50 6. "When You Gonna Learn" (Digeridoo Instrumental) – 6:28 - オーストラリア限定 CDシングル / 北米限定 CDシングル / 北米限定 12インチレコード盤 1. "When You Gonna Learn" (Digeridoo) – 3:47 2. "When You Gonna Learn" (Digeridon't) – 3:55 3. "When You Gonna Learn" (JK Extended Mix) – 6:20 4. "When You Gonna Learn" (Canté Hondo Mix) – 5:47 5. "When You Gonna Learn" (Original Demo) – 4:50 6. "When You Gonna Learn" (Digeridoo Instrumental) – 6:28 - 北米限定プロモーション用 CDシングル 1. "When You Gonna Learn" (Digeridoo Edit) – 2:57 2. "When You Gonna Learn" (Digeridon't Edit) – 3:01 - 日本限定 CDシングル 1. "When You Gonna Learn" (Digeridoo) – 3:47 2. "Too Young To Die" (7" Edit) – 3"22 3. "When You Gonna Learn" (Canté Hondo Mix) – 5:47 4. "Too Young To Die" (12" Version) – 6:04 |  |